# Syndrome de Holt-Oram
Pour les articles homonymes, voir HOS.
Décrit en 1960, le syndrome de Holt-Oram (en anglais, Holt–Oram syndrome ou HOS) est l’association de malformations cardiaques de gravité variable avec des anomalies des membres supérieurs.
Cette maladie est en rapport avec une mutation du gène TBX5 localisé sur le chromosome 12. Des mutations sur les gènes TBX3 et TBX5 donnent lieu à de nombreux phénotypes. c'est un syndrome à expression variable. Donc quelle que soit la forme qui concerne le parent touché, les enfants peuvent être atteints de manière totalement différente, beaucoup plus anodine ou beaucoup plus grave.
Cette mutation se transmet sur un mode autosomique dominant. Mais 85 % des malades atteints sont porteurs d’une mutation de novo.

## Autres noms
- Syndrome Cœur-membres ou Syndrome Cœur-main
- Dysplasie atrio-digitale

## Incidence
1 pour 100 000 naissances

## Description
Les formes sont extrêmement variables et certaines peuvent passer inaperçues. Il est utile, si un des parents est touché, de procéder à une vérification à l'échographie. Une échocardiographie peut ainsi être faite afin de déceler les anomalies cardiaques chez les enfants d'un parent atteint.
- La forme la plus typique de ce syndrome est l’association d’une anomalie du pouce (absence de pouce, ou triphalangie : pouce présentant 3 phalanges au lieu de 2, impossibilité de mettre le pouce en opposition avec les autres doigts) et d’une anomalie du cœur de type communication inter-auriculaire.
- Mais d’autres anomalies atteignant l’avant-bras, la main et les doigts de tous types peuvent être observées.
- Les anomalies les plus fréquentes sont des communications inter-auriculaires de type ostium secundum et des communications inter-ventriculaires de type musculaire. L’isomérisme est souvent associée à la communication inter-auriculaire de type ostium secundum
- Des troubles de la conduction cardiaque sont également présents, tels une bradycardie sinusale ou un bloc auriculo-ventriculaire.

## Sources
- Orphanet, portail des maladies rares et médicaments orphelins, article Syndrome de Holt-Oram
- (en) Deborah A McDermott, Craig T Basson, Holt-Oram Syndrome In : GeneReviews at GeneTests: Medical Genetics Information Resource (database online). Copyright, University of Washington, Seattle. 1997-2006. .